# Chris le Bihan
Chris le Bihan (Grande Prairie, 27 maggio 1977) è un bobbista canadese.

## Biografia
Ai XXI Giochi olimpici invernali (edizione disputatasi nel 2010 a Vancouver, Canada) vinse la medaglia di bronzo nel Bob a 4 con i connazionali Lyndon Rush, David Bissett e Lascelles Brown partecipando per la nazionale canadese, venendo superati da quella tedesca e quella statunitense a cui andò la medaglia d'oro. 
Il tempo totalizzato fu di 3'24.85, mentre le altre due squadre totalizzarono dei tempo di 3'24.84 e 3'24.46.